# Юрген Клінсманн
Ю́рген Клі́нсманн (нім. Jürgen Klinsmann, *30 липня 1964, Геппінген, Баден-Вюртемберг) — у минулому німецький футболіст, нападник. З 2004 по 2006-й роки — тренер збірної Німеччини. 

## Клубна кар'єра
Почав грати в футбол з восьми років, граючи на всіх позиціях, включаючи воротаря. У 16 років розпочав професійну кар'єру в клубі «Штутгартер Кікерс», який у той час виступав у другому дивізіоні. В 1984 році приєднався до сильнішого «Штутгарта», постійного учасника змагань у бундеслізі.
Крім виступів за «Штутгарт» і мюнхенську «Баварію», Клінсманн грав у багатьох клубах по всій Європі — «Монако» у Франції, «Інтері» та «Сампдорії» в Італії, і двічі в клубі «Тоттенхем Хотспур» в Англії.

## Збірна
У Клінсманна була плідна міжнародна кар'єра, він почав виступати за збірну Німеччини в 1987 і за 12 років зіграв 108 матчів (2-й показник після Лотара Маттеуса), забивши в них 47 голів (розділивши 3-є місце за всю історію збірної з Руді Феллером).
Він брав участь у:
- Олімпійських Іграх 1988 року, завоювавши бронзову медаль;
- Чемпіонатах Європи 1988, 1992 і 1996 років, дійшовши до фіналу в 1992-му і ставши чемпіоном у 1996-му;
- Чемпіонатах Світу 1990 (на якому забив 3 голи), 1994 (5 голів), і 1998 (3 голи), ставши Чемпіоном Світу в 1990-му;

Завершив виступи в збірній після Чемпіонату Світу 1998 року.
Клінсманн — перший гравець, який забивав не менше 3 м'ячів у кожному з трьох Чемпіонатів Світу, в яких брав участь.

### Досягнення
- Бронзовий олімпійський призер: 1988
- Чемпіон світу: 1990
- Віцечемпіон Європи: 1992
- Чемпіон Європи: 1996
- Бронзовий призер чемпіонату світу: 2006
- Володар Кубка УЄФА в 1991 році (з «Інтером») і в 1996-му (з «Баварією»)
- Володар Суперкубка Італії з футболу: 1989
- Чемпіон Німеччини: 1997
- Футболіст року в Німеччині в 1994 і 1998 роках.
- Футболіст року в Англії в 1995 році.
- Входить до списку ФІФА 100
- Виступаючи за «Тоттенхем Хотспур», став першим в історії англійської Прем'єр-ліги іноземцем, визнаним найкращим гравцем сезону.

## Кар'єра тренера
У липні 2004 року став тренером збірної Німеччини, змінивши на цій посаді Руді Феллера, з яким разом грав за національну команду.
По завершенні ЧС-2006 Клінсманн офіційно заявив, що припиняє тренувати збірну Німеччини. Його наступником став Йоахім Лев.
В січні 2008 року його послугами як тренера зацікавилася мюнхенська «Баварія». В липні 2008 Клінсманн став головним тренером славетного мюнхенського клубу.
27 квітня 2009 року, ще до завершення сезону, звільнений з займаної посади.
29 липня 2011 року призначений головним тренером збірної США. Змінив на цьому посту Боба Бредлі.
В листопаді 2019 року став головним тренером берлінської «Герти», однак 11 лютого оголосив про свою відставку з цієї посади.

### Досягнення
- Бронзовий призер чемпіонату світу 2006 року, що відбувався на його батьківщині — в Німеччині.
- Футбольний тренер року в Німеччині: 2006
- Переможець Золотого кубка КОНКАКАФ: 2013

## Статистика
Статистика клубних виступів:
| Сезон                 | Команда               | Чемпіонат             | Чемпіонат | Чемпіонат | Національні кубки | Національні кубки | Національні кубки | Єврокубки | Єврокубки | Єврокубки | Усього | Усього |
| Сезон                 | Команда               | Ліга                  | Ігри      | Голи      |                   | Ігри              | Голи              |           | Ігри      | Голи      | Ігри   | Голи   |
| --------------------- | --------------------- | --------------------- | --------- | --------- | ----------------- | ----------------- | ----------------- | --------- | --------- | --------- | ------ | ------ |
| 1981/82               | «Штутгартер Кікерс»   | Д-2                   | 6         | 1         |                   | —                 | —                 |           | —         | —         | 6      | 1      |
| 1982/83               | «Штутгартер Кікерс»   | Д-2                   | 20        | 2         | КН                | 2                 | 1                 |           | —         | —         | 22     | 3      |
| 1983/84               | «Штутгартер Кікерс»   | Д-2                   | 35        | 19        | КН                | 2                 | 2                 |           | —         | —         | 37     | 21     |
| Усього за «Кікерс»    | Усього за «Кікерс»    | Усього за «Кікерс»    | 61        | 22        |                   | 4                 | 3                 |           | 0         | 0         | 65     | 25     |
| 1984/85               | «Штутгарт»            | Д-1                   | 32        | 15        | КН                | 4                 | 2                 | КЧ        | 2         | 0         | 38     | 17     |
| 1985/86               | «Штутгарт»            | Д-1                   | 33        | 16        | КН                | 6                 | 4                 |           | —         | —         | 39     | 20     |
| 1986/87               | «Штутгарт»            | Д-1                   | 32        | 16        | КН                | 1                 | 2                 | КК        | 4         | 1         | 37     | 19     |
| 1987/88               | «Штутгарт»            | Д-1                   | 34        | 19        | КН                | 1                 | 0                 |           | —         | —         | 35     | 19     |
| 1988/89               | «Штутгарт»            | Д-1                   | 25        | 13        | КН                | 4                 | 2                 | КУ        | 8         | 4         | 37     | 19     |
| Усього за «Штутгарт»  | Усього за «Штутгарт»  | Усього за «Штутгарт»  | 156       | 79        |                   | 16                | 10                |           | 14        | 5         | 186    | 94     |
| 1989/90               | «Інтернаціонале»      | Д-1                   | 31        | 13        | КІ                | 4                 | 2                 | КЧ        | 2         | 0         | 37     | 15     |
| 1990/91               | «Інтернаціонале»      | Д-1                   | 33        | 14        | КІ                | 4                 | 0                 | КУ        | 12        | 3         | 49     | 17     |
| 1991/92               | «Інтернаціонале»      | Д-1                   | 31        | 7         | КІ                | 5                 | 1                 | КУ        | 1         | 0         | 37     | 8      |
| Усього за «Інтер»     | Усього за «Інтер»     | Усього за «Інтер»     | 95        | 34        |                   | 13                | 3                 |           | 15        | 3         | 123    | 40     |
| 1992/93               | «Монако»              | Д-1                   | 35        | 19        |                   | —                 | —                 | КК        | 4         | 0         | 39     | 20     |
| 1993/94               | «Монако»              | Д-1                   | 30        | 10        |                   | —                 | —                 | ЛЧ        | 10        | 4         | 40     | 14     |
| Усього за «Монако»    | Усього за «Монако»    | Усього за «Монако»    | 65        | 29        |                   | 0                 | 0                 |           | 14        | 4         | 79     | 33     |
| 1994/95               | «Тоттенхем Хотспур»   | Д-1                   | 41        | 21        | КА                | 6                 | 5                 |           | —         | —         | 50     | 30     |
| 1994/95               | «Тоттенхем Хотспур»   | Д-1                   | 41        | 21        | КЛ                | 3                 | 4                 |           | —         | —         | 50     | 30     |
| 1995/96               | «Баварія»             | Д-1                   | 32        | 16        | КН                | 1                 | 0                 | КУ        | 12        | 15        | 45     | 31     |
| 1996/97               | «Баварія»             | Д-1                   | 33        | 15        | КН                | 4                 | 2                 | КУ        | 2         | 0         | 39     | 17     |
| Усього за «Баварію»   | Усього за «Баварію»   | Усього за «Баварію»   | 65        | 31        |                   | 5                 | 2                 |           | 14        | 15        | 84     | 48     |
| 1997/98               | «Сампдорія»           | Д-1                   | 8         | 2         |                   | —                 | —                 | КУ        | 1         | 0         | 9      | 2      |
| 1997/98               | «Тоттенхем Хотспур»   | Д-1                   | 15        | 9         | КА                | 3                 | 0                 |           | —         | —         | 18     | 9      |
| Усього за «Тоттенхем» | Усього за «Тоттенхем» | Усього за «Тоттенхем» | 56        | 30        |                   | 12                | 9                 |           | 0         | 0         | 68     | 39     |
| Загалом               | Загалом               | Д-1                   | 445       | 205       |                   | 50                | 27                |           | 58        | 27        | 614    | 281    |
| Загалом               | Загалом               | Д-2                   | 61        | 22        |                   | 50                | 27                |           | 58        | 27        | 614    | 281    |